# Psathogiánnos
Psathogiánnos, en grec moderne : Ψαθογιάννος, est un village du dème de Plataniás, en Crète, en Grèce. Selon le recensement de 2011, la population de Psathogiánnos compte 103 habitants. Le village est situé à une altitude de 150 m et à une distance de 20 km de La Canée.

## Recensements de la population
| Recensements | 1900 | 1920 | 1928 | 1940 | 1951 | 1961 | 1971 | 1981 | 1991 | 2001 | 2011 |
| ------------ | ---- | ---- | ---- | ---- | ---- | ---- | ---- | ---- | ---- | ---- | ---- |
| Population   | 117  | 159  | 185  | 220  | 198  | 203  | 160  | 167  | -    | 111  | 103  |